# 2008-as U17-es női labdarúgó-világbajnokság
A 2008-as U17-es női labdarúgó-világbajnokság házigazdája Új-Zéland, melyet 2008. október 28. és november 16. között rendeztek meg. A rendezvény a 17 éven aluli női labdarúgó-válogatottak hivatalos világbajnoksága. Ez az első női ifjúsági világbajnokság, melyet a FIFA szervezésében rendeznek a 17 éven aluli nők számára.

## Helyszínek
A mérkőzéseket négy Új-zélandi városban rendezik:
- Auckland
- Hamilton
- Wellington
- Christchurch

|                                                                                           |                                                                  |                                                                                         |                                                                              |
|                                                                                           |                                                                  |                                                                                         |                                                                              |
| North Harbour Stadium Elhelyezkedés: Auckland (North Shore City) Befogadóképesség: 25,000 | Waikato Stadium Elhelyezkedés: Hamilton Befogadóképesség: 26,500 | Wellington Stadium (Westpac Stadium) Elhelyezkedés: Wellington Befogadóképesség: 36,500 | Queen Elizabeth II Park Elhelyezkedés: Christchurch Befogadóképesség: 20,000 |

## Résztvevők
- Az AFC-ből a 2007-es U16-os női Ázsia-kupa első három helyezettje:  Észak-Korea,  Japán és  Dél-Korea.
- A CAF-ból a 2008-as U17-es női Afrika-kupa első két helyezettje:  Nigéria és  Ghána.
- A CONMEBOL-ból a 2008-as U17-es Dél-amerikai bajnokság első három helyezettje:  Kolumbia,  Brazília és  Paraguay.[1]
- Az OFC-ből  Új-Zéland (házigazda)
- Az UEFA-ból a 2008-as U17-es női Európa-bajnokság első négy helyezettje:  Franciaország,  Anglia,  Dánia és  Németország.[2]
- Az  Egyesült Államok és  Costa Rica az U17-es CONCACAF bajnokság döntőseként kvalifikált.  Kanada 2008. július 27-én megnyerte a bronzmérkőzést, így jutott be.

## Eredmények
Minden időpont helyi idő szerinti (UTC+13)

### Csoportkör

#### A csoport
| Csapat    | M | Gy | D | V | Rg | Kg | Gk | P |
| --------- | - | -- | - | - | -- | -- | -- | - |
| Dánia     | 3 | 1  | 2 | 0 | 3  | 2  | +1 | 5 |
| Kanada    | 3 | 1  | 2 | 0 | 2  | 1  | +1 | 5 |
| Új-Zéland | 3 | 1  | 0 | 2 | 4  | 4  | 0  | 3 |
| Kolumbia  | 3 | 0  | 2 | 1 | 3  | 5  | –2 | 2 |

| 2008. október 28. 19:00 | Új-Zéland | 0 – 1                 | Kanada      | North Harbour Stadium, Auckland Nézőszám: 13 123 Játékvezető: Savolainen (finn) |
| 2008. október 28. 19:00 |           | (0 – 0) (Jegyzőkönyv) | Lamarre 53' | North Harbour Stadium, Auckland Nézőszám: 13 123 Játékvezető: Savolainen (finn) |

| 2008. október 29. 12:00 | Dánia        | 1 – 1                 | Kolumbia  | North Harbour Stadium, Auckland Nézőszám: 6 759 Játékvezető: Csha (délkoreai) |
| 2008. október 29. 12:00 | Sørensen 51' | (0 – 1) (Jegyzőkönyv) | Ariza 20' | North Harbour Stadium, Auckland Nézőszám: 6 759 Játékvezető: Csha (délkoreai) |

| 2008. november 1. 12:00 | Kolumbia  | 1 – 1                 | Kanada     | North Harbour Stadium, Auckland Játékvezető: Wang (kínai) |
| 2008. november 1. 12:00 | Vidal 10' | (1 – 1) (Jegyzőkönyv) | Ezurike 9' | North Harbour Stadium, Auckland Játékvezető: Wang (kínai) |

| 2008. november 1. 16:00 | Új-Zéland | 1 – 2                 | Dánia                   | North Harbour Stadium, Auckland Nézőszám: 11 170 Játékvezető: Reyes (perui) |
| 2008. november 1. 16:00 | Longo 13' | (1 – 1) (Jegyzőkönyv) | Andreasen 29' Olsen 56' | North Harbour Stadium, Auckland Nézőszám: 11 170 Játékvezető: Reyes (perui) |

| 2008. november 4. 19:00 | Kanada        | 0 – 0 | Dánia | Waikato Stadium, Hamilton Nézőszám: 3 283 Játékvezető: Vulivuli (Fidzsi-szigeteki) |
| 2008. november 4. 19:00 | (Jegyzőkönyv) |       |       | Waikato Stadium, Hamilton Nézőszám: 3 283 Játékvezető: Vulivuli (Fidzsi-szigeteki) |

| 2008. november 4. 19:00 | Kolumbia  | 1 – 3                 | Új-Zéland         | Wellington Stadium, Wellington Nézőszám: 3 546 Játékvezető: Fukano (japán) |
| 2008. november 4. 19:00 | Ariza 82' | (0 – 1) (Jegyzőkönyv) | White 44' 81' 87' | Wellington Stadium, Wellington Nézőszám: 3 546 Játékvezető: Fukano (japán) |

#### B csoport
| Csapat      | M | Gy | D | V | Rg | Kg | Gk | P |
| ----------- | - | -- | - | - | -- | -- | -- | - |
| Németország | 3 | 2  | 1 | 0 | 9  | 3  | +6 | 7 |
| Észak-Korea | 3 | 1  | 2 | 0 | 4  | 3  | +1 | 5 |
| Ghána       | 3 | 1  | 1 | 1 | 4  | 4  | 0  | 4 |
| Costa Rica  | 3 | 0  | 0 | 3 | 1  | 8  | –7 | 0 |

| 2008. október 29. 12:00 | Costa Rica       | 0 – 5                 | Németország                                     | Queen Elizabeth II Park, Christchurch Nézőszám: 4 105 Játékvezető: Fukano (japán) |
| 2008. október 29. 12:00 | Guillen 68′, 81′ | (0 – 3) (Jegyzőkönyv) | Mester 17' Marozsán 34' 43' Knaak 51' Kemme 66' | Queen Elizabeth II Park, Christchurch Nézőszám: 4 105 Játékvezető: Fukano (japán) |

| 2008. október 29. 15:00 | Észak-Korea | 1 – 1                 | Ghána      | Queen Elizabeth II Park, Christchurch Nézőszám: 453 Játékvezető: Avdonchenko (orosz) |
| 2008. október 29. 15:00 | Ho 69'      | (0 – 0) (Jegyzőkönyv) | Dadson 73' | Queen Elizabeth II Park, Christchurch Nézőszám: 453 Játékvezető: Avdonchenko (orosz) |

| 2008. november 1. 13:00 | Ghána                   | 2 – 3                 | Németország                          | Queen Elizabeth II Park, Christchurch Játékvezető: Savolainen (finn) |
| 2008. november 1. 13:00 | Dadson 65' Fordjour 86' | (0 – 2) (Jegyzőkönyv) | Marozsán 5' (11-esből) 35' Maier 69' | Queen Elizabeth II Park, Christchurch Játékvezető: Savolainen (finn) |

| 2008. november 1. 16:00 | Costa Rica | 1 – 2                 | Észak-Korea | Queen Elizabeth II Park, Christchurch Nézőszám: 4 272 Játékvezető: Dorcioman (román) |
| 2008. november 1. 16:00 | Cedeno 20' | (1 – 1) (Jegyzőkönyv) | Yun 16' 65' | Queen Elizabeth II Park, Christchurch Nézőszám: 4 272 Játékvezető: Dorcioman (román) |

| 2008. november 4. 16:00 | Németország | 1 – 1                 | Észak-Korea | Waikato Stadium, Hamilton Játékvezető: Pye (kanadai) |
| 2008. november 4. 16:00 | Popp 3'     | (1 – 0) (Jegyzőkönyv) | Jon M. 58'  | Waikato Stadium, Hamilton Játékvezető: Pye (kanadai) |

| 2008. november 4. 16:00 | Ghána       | 1 – 0                 | Costa Rica | Wellington Stadium, Wellington Játékvezető: Cha (délkoreai) |
| 2008. november 4. 16:00 | Afriyie 19' | (1 – 0) (Jegyzőkönyv) |            | Wellington Stadium, Wellington Játékvezető: Cha (délkoreai) |

#### C csoport
| Csapat           | M | Gy | D | V | Rg | Kg | Gk  | P |
| ---------------- | - | -- | - | - | -- | -- | --- | - |
| Japán            | 3 | 3  | 0 | 0 | 17 | 5  | +12 | 9 |
| Egyesült Államok | 3 | 1  | 1 | 1 | 6  | 5  | +1  | 4 |
| Franciaország    | 3 | 1  | 1 | 1 | 8  | 10 | –2  | 4 |
| Paraguay         | 3 | 0  | 0 | 3 | 5  | 16 | –11 | 0 |

| 2008. október 30. 12:00 | Japán                                | 3 – 2                 | Egyesült Államok         | Waikato Stadium, Hamilton Nézőszám: 4 816 Játékvezető: Míci (görög) |
| 2008. október 30. 12:00 | Ivabucsi 31' Kameoka 68' Josioka 74' | (1 – 1) (Jegyzőkönyv) | DiMartino 3' Laddish 51' | Waikato Stadium, Hamilton Nézőszám: 4 816 Játékvezető: Míci (görög) |

| 2008. október 30. 15:00 | Franciaország                                                                 | 6 – 2                 | Paraguay                                | Waikato Stadium, Hamilton Nézőszám: 5 016 Játékvezető: Kamnüng (thaiföldi) |
| 2008. október 30. 15:00 | Crammer 5' 12' 61' (11-esből) Poulain 17' Augis 58' Catala 86' Rubio 57′, 68′ | (3 – 1) (Jegyzőkönyv) | Gonzalez 45+3' Genes 90+2' Gonzalez 87′ | Waikato Stadium, Hamilton Nézőszám: 5 016 Játékvezető: Kamnüng (thaiföldi) |

| 2008. november 2. 13:00 | Paraguay      | 1 – 3                 | Egyesült Államok                            | Waikato Stadium, Hamilton Játékvezető: Míci (görög) |
| 2008. november 2. 13:00 | Fernandez 32' | (1 – 0) (Jegyzőkönyv) | Flores 48' (öngól) DiMartino 77' Verloo 83' | Waikato Stadium, Hamilton Játékvezető: Míci (görög) |

| 2008. november 2. 16:00 | Japán                                                  | 7 – 1                 | Franciaország | Waikato Stadium, Hamilton Nézőszám: 4 115 Játékvezető: Alvarado (mexikói) |
| 2008. november 2. 16:00 | Inoue 11' Kisikava 21' 57' Kira 26' 27' 34' Simada 38' | (6 – 1) (Jegyzőkönyv) | Augis 16'     | Waikato Stadium, Hamilton Nézőszám: 4 115 Játékvezető: Alvarado (mexikói) |

| 2008. november 5. 16:00 | Paraguay                                              | 2 – 7                 | Japán                                                                | Queen Elizabeth II Park, Christchurch Játékvezető: Dorcioman (román) |
| 2008. november 5. 16:00 | Gonzalez 20' (11-esből) Villamayor 55' Genes 64′, 71′ | (1 – 3) (Jegyzőkönyv) | Kisikava 36' 73' Ósima 40' Hamada 43' 52' Takahasi 83' 89' Csiba 18′ | Queen Elizabeth II Park, Christchurch Játékvezető: Dorcioman (román) |

| 2008. november 5. 16:00 | Egyesült Államok | 1 – 1                 | Franciaország | North Harbour Stadium, Auckland Játékvezető: Reyes (perui) |
| 2008. november 5. 16:00 | DiMartino 57'    | (0 – 0) (Jegyzőkönyv) | Rubio 72'     | North Harbour Stadium, Auckland Játékvezető: Reyes (perui) |

#### D csoport
| Csapat    | M | Gy | D | V | Rg | Kg | Gk | P |
| --------- | - | -- | - | - | -- | -- | -- | - |
| Dél-Korea | 3 | 2  | 0 | 1 | 6  | 3  | +3 | 6 |
| Anglia    | 3 | 2  | 0 | 1 | 4  | 3  | +1 | 6 |
| Nigéria   | 3 | 1  | 1 | 1 | 4  | 4  | 0  | 4 |
| Brazília  | 3 | 0  | 1 | 2 | 3  | 7  | –4 | 1 |

| 2008. október 30. 12:00 | Brazília | 0 – 3                 | Anglia                    | Wellington Stadium, Wellington Nézőszám: 10 795 Játékvezető: Pye (kanadai) |
| 2008. október 30. 12:00 |          | (0 – 0) (Jegyzőkönyv) | Carter 71' 89' Bruton 75' | Wellington Stadium, Wellington Nézőszám: 10 795 Játékvezető: Pye (kanadai) |

| 2008. október 30. 15:00 | Dél-Korea | 1 – 2                 | Nigéria                 | Wellington Stadium, Wellington Nézőszám: 11 500 Játékvezető: Vulivuli (Fidzsi-szigeteki) |
| 2008. október 30. 15:00 | Ji 85'    | (0 – 1) (Jegyzőkönyv) | Adekwagh 1' Aighewi 60' | Wellington Stadium, Wellington Nézőszám: 11 500 Játékvezető: Vulivuli (Fidzsi-szigeteki) |

| 2008. november 2. 13:00 | Nigéria | 0 – 1                 | Anglia       | Wellington Stadium, Wellington Játékvezető: Fukano (japán) |
| 2008. november 2. 13:00 |         | (0 – 0) (Jegyzőkönyv) | Holbrook 79' | Wellington Stadium, Wellington Játékvezető: Fukano (japán) |

| 2008. november 2. 16:00 | Brazília             | 1 – 2                 | Dél-Korea                  | Wellington Stadium, Wellington Nézőszám: 6 471 Játékvezető: Neguel (kameruni) |
| 2008. november 2. 16:00 | Raquel Fernandes 66' | (0 – 0) (Jegyzőkönyv) | Lee M. 47' Lee Hyun Y. 57' | Wellington Stadium, Wellington Nézőszám: 6 471 Játékvezető: Neguel (kameruni) |

| 2008. november 5. 19:00 | Nigéria                              | 2 – 2                 | Brazília                | Queen Elizabeth II Park, Christchurch Nézőszám: 1 410 Játékvezető: Avdonchenko (orosz) |
| 2008. november 5. 19:00 | Orji 43' Okoronkwo 75' Orji 52′, 61′ | (1 – 1) (Jegyzőkönyv) | Ketlen 35' Rafaelle 71' | Queen Elizabeth II Park, Christchurch Nézőszám: 1 410 Játékvezető: Avdonchenko (orosz) |

| 2008. november 5. 19:00 | Anglia | 0 – 3                 | Dél-Korea              | North Harbour Stadium, Auckland Nézőszám: 3 920 Játékvezető: Neguel (Kameruni labdarúgó-szövetség) |
| 2008. november 5. 19:00 |        | (0 – 2) (Jegyzőkönyv) | Ji 8' Koh 16' Song 71' | North Harbour Stadium, Auckland Nézőszám: 3 920 Játékvezető: Neguel (Kameruni labdarúgó-szövetség) |

### Egyenes kieséses szakasz
|  |                          |                  |                             |                             |   |             |                         |                         |                         |                         |               |       |       |
|  | Negyeddöntők             | Negyeddöntők     | Negyeddöntők                |                             |   | Elődöntők   | Elődöntők               | Elődöntők               |                         |                         | Döntő         | Döntő | Döntő |
|  | Negyeddöntők             | Negyeddöntők     | Negyeddöntők                |                             |   | Elődöntők   | Elődöntők               | Elődöntők               |                         |                         | Döntő         | Döntő | Döntő |
|  | november 8. – Wellington |                  |                             |                             |   |             |                         |                         |                         |                         |               |       |       |
|  |                          |                  |                             |                             |   |             |                         |                         |                         |                         |               |       |       |
|  | Dánia                    | Dánia            | 0                           |                             |   |             |                         |                         |                         |                         |               |       |       |
|  | Dánia                    | Dánia            | 0                           | november 13. – Christchurch |   |             |                         |                         |                         |                         |               |       |       |
|  | Észak-Korea              | Észak-Korea      | 4                           |                             |   |             |                         |                         |                         |                         |               |       |       |
|  | Észak-Korea              | Észak-Korea      | 4                           |                             |   | Észak-Korea | Észak-Korea             | 2                       |                         |                         |               |       |       |
|  | november 9. – Hamilton   |                  |                             |                             |   | Észak-Korea | Észak-Korea             | 2                       |                         |                         |               |       |       |
|  |                          |                  | Anglia                      | Anglia                      | 1 |             |                         |                         |                         |                         |               |       |       |
|  | Japán                    | Japán            | Anglia                      | Anglia                      | 1 | 2 (4)       |                         |                         |                         |                         |               |       |       |
|  | Japán                    | Japán            |                             |                             |   | 2 (4)       | november 16. – Auckland |                         |                         |                         |               |       |       |
|  | Anglia                   | Anglia           | 2 (5)                       |                             |   |             |                         |                         |                         |                         |               |       |       |
|  | Anglia                   | Anglia           | 2 (5)                       |                             |   | Észak-Korea | Észak-Korea             | 2                       |                         |                         |               |       |       |
|  | november 8. – Wellington |                  |                             |                             |   | Észak-Korea | Észak-Korea             | 2                       |                         |                         |               |       |       |
|  |                          |                  | Egyesült Államok            | Egyesült Államok            | 1 |             |                         |                         |                         |                         |               |       |       |
|  | Németország              | Németország      | Egyesült Államok            | Egyesült Államok            | 1 | 3           |                         |                         |                         |                         |               |       |       |
|  | Németország              | Németország      | november 13. – Christchurch |                             |   | 3           |                         |                         |                         |                         |               |       |       |
|  | Kanada                   | Kanada           | 1                           |                             |   |             |                         |                         |                         |                         |               |       |       |
|  | Kanada                   | Kanada           | 1                           |                             |   | Németország | Németország             | 1                       | Bronzmérkőzés           | Bronzmérkőzés           | Bronzmérkőzés |       |       |
|  | november 9. – Hamilton   |                  |                             |                             |   | Németország | Németország             | 1                       | Bronzmérkőzés           | Bronzmérkőzés           | Bronzmérkőzés |       |       |
|  |                          |                  | Egyesült Államok            | Egyesült Államok            | 2 |             |                         | november 16. – Auckland | november 16. – Auckland | november 16. – Auckland |               |       |       |
|  | Dél-Korea                | Dél-Korea        | Egyesült Államok            | Egyesült Államok            | 2 | 2           |                         | november 16. – Auckland | november 16. – Auckland | november 16. – Auckland |               |       |       |
|  | Dél-Korea                | Dél-Korea        |                             |                             |   |             |                         | Anglia                  | Anglia                  | 0                       |               |       |       |
|  | Egyesült Államok         | Egyesült Államok | 4                           |                             |   |             |                         | Anglia                  | Anglia                  | 0                       |               |       |       |
|  | Egyesült Államok         | Egyesült Államok | 4                           |                             |   | Németország | Németország             | 3                       |                         |                         |               |       |       |
|  |                          |                  |                             |                             |   | Németország | Németország             | 3                       |                         |                         |               |       |       |

#### Negyeddöntők
| 2008. november 8. 13:00 | Dánia | 0 – 4                 | Észak-Korea                            | Wellington Stadium, Wellington Játékvezető: Míci (görög) |
| 2008. november 8. 13:00 |       | (0 – 1) (Jegyzőkönyv) | Jon M. 21' 73' Ri U. 86' Kim Un J. 89' | Wellington Stadium, Wellington Játékvezető: Míci (görög) |

| 2008. november 8. 16:00 | Németország                | 3 – 1                 | Kanada      | Wellington Stadium, Wellington Nézőszám: 4 182 Játékvezető: Reyes (perui) |
| 2008. november 8. 16:00 | Marozsán 4' 78' Mester 34' | (2 – 1) (Jegyzőkönyv) | Ezurike 44' | Wellington Stadium, Wellington Nézőszám: 4 182 Játékvezető: Reyes (perui) |

| 2008. november 9. 13:00 | Japán                | 2 – 2                        | Anglia                              | Waikato Stadium, Hamilton Játékvezető: Alvarado (mexikói) |
| 2008. november 9. 13:00 | Kira 8' Ivabucsi 82' | (1 – 1, 2 – 2) (Jegyzőkönyv) | Staniforth 45+1' Christiansen 90+1' | Waikato Stadium, Hamilton Játékvezető: Alvarado (mexikói) |

|                                       |       | 11-esekkel                        |  |
| Kira Takejama Kameoka Kisikava Szaitó | 4 – 5 | Nobbs Bruton Carter Pitman Bonner |  |

| 2008. november 9. 16:00 | Dél-Korea           | 2 – 4                 | Egyesült Államok                       | Waikato Stadium, Hamilton Nézőszám: 7 247 Játékvezető: Savolainen (finn) |
| 2008. november 9. 16:00 | Lee Hyun Y. 65' 85' | (0 – 1) (Jegyzőkönyv) | Verloo 27' 78' Mewis 54' DiMartino 84' | Waikato Stadium, Hamilton Nézőszám: 7 247 Játékvezető: Savolainen (finn) |

#### Elődöntők
| 2008. november 13. 16:00 | Észak-Korea       | 2 – 1                 | Anglia   | Queen Elizabeth II Park, Christchurch Játékvezető: Pye (kanadai) |
| 2008. november 13. 16:00 | Ho 19' Jon M. 44' | (2 – 0) (Jegyzőkönyv) | Jane 75' | Queen Elizabeth II Park, Christchurch Játékvezető: Pye (kanadai) |

| 2008. november 13. 19:00 | Németország | 1 – 2                 | Egyesült Államok         | Queen Elizabeth II Park, Christchurch Nézőszám: 8 014 Játékvezető: Csha (délkoreai) |
| 2008. november 13. 19:00 | Popp 6'     | (1 – 0) (Jegyzőkönyv) | DiMartino 63' Verloo 81' | Queen Elizabeth II Park, Christchurch Nézőszám: 8 014 Játékvezető: Csha (délkoreai) |

#### 3. helyért
| 2008. november 16. 13:00 | Anglia | 0 – 3                 | Németország                     | North Harbour Stadium, Auckland Játékvezető: Avdonchenko (orosz) |
| 2008. november 16. 13:00 |        | (0 – 1) (Jegyzőkönyv) | Wesely 11' Knaak 74' Mester 88' | North Harbour Stadium, Auckland Játékvezető: Avdonchenko (orosz) |

#### Döntő
| 2008. november 16. 16:00 | Észak-Korea             | 2 – 1 (h.u.)                 | Egyesült Államok | North Harbour Stadium, Auckland Nézőszám: 16 162 Játékvezető: Reyes (perui) |
| 2008. november 16. 16:00 | Kim Un H. 77' Jang 113' | (0 – 1, 1 – 1) (Jegyzőkönyv) | Hong 2' (öngól)  | North Harbour Stadium, Auckland Nézőszám: 16 162 Játékvezető: Reyes (perui) |

## Gólszerzők
| 6 gólos - Marozsán Dzsenifer 5 gólos - Vicki DiMartino 4 gólos - Jon Myong Hwa - Kira Csinacu - Kisikava Nacuki - Courtney Verloo 3 gólos - Lee Hyun Young - Pauline Crammer - Lynn Mester - Rosie White 2 gólos - Danielle Carter - Ji So Yun - Ho Un Byol - Yun Hyon Hi - Marine Augis - Florence Dadson - Hamada Haruka - Ivabucsi Mana - Takahasi Szaori - Nkem Ezurike - Tatiana Ariza - Turid Knaak - Alexandra Popp - Jacqueline Gonzalez 1 gólos - Lauren Bruton - Isobel Christiansen - Jessica Holbrook - Rebecca Jane - Lucy Staniforth - Ketlen - Rafaelle - Raquel Fernandes - Raquel Rodriguez Cedeno | 1 gólos (folyt.) - Linette Andreasen - Simone Boye Sørensen - Britta Olsen - Koh Kyung Yeon - Lee Min Sun - Song Ari - Jang Hyon Sun - Kim Un Hyang - Kim Un Ju - Ri Un Ae - Camille Catala - Charlotte Poulain - Lea Rubio - Deborah Afriyie - Isha Fordjour - Inoue Juiko - Kameoka Nacumi - Ósima Marika - Simada Csiaki - Josioka Kei - Rachel Lamarre - Ingrid Vidal - Tabea Kemme - Leonie Maier - Inka Wesely - Soo Adekwagh - Amenze Aighewi - Amarachi Okoronkwo - Ebere Orji - Rebeca Fernandez - Paola Genes - Gloria Villamayor - Mandy Laddish - Kristie Mewis - Annalie Longo Öngól - Hong Myong Hui (USA ellen) - Cris Mabel Flores (USA ellen) |